# 卡爾格羅 (加利福尼亞州)
卡爾格羅（英語：Calgro）是位於美國加利福尼亞州圖萊里縣的一個非建制地區。該地的面積和人口皆未知。

## 地理
卡爾格羅的座標為36°29′23″N 119°17′08″W / 36.48972°N 119.28556°W，而該地的平均海拔高度為105米（即344英尺）。